# Burkard Steppacher
Burkard Steppacher (* 1959 in Wiesentheid) ist ein deutscher Politikwissenschaftler, Hochschullehrer und Mitarbeiter der Konrad-Adenauer-Stiftung.

## Leben
Burkard Steppacher absolvierte zunächst eine Ausbildung zum Bankkaufmann und war in diesem Beruf tätig. In den 1980er Jahren studierte er Philosophie, Politikwissenschaften und Publizistik an der LMU München, der Universität Fribourg und der Eberhard Karls Universität Tübingen. 1992 wurde er in Tübingen mit einer Arbeit zur Europapolitik der Schweiz zum Dr. rer. soc. promoviert. Seit 1991 ist er für die Konrad-Adenauer-Stiftung (KAS) tätig und dort Leiter der Forschungsabteilung Europapolitik seit 1998. 2001 bis 2003 war er zudem Leiter des Projekts „Zukunft der europäischen Ordnung“ der KAS. Seit dem Jahr 2003 übt er mit einem Europa-Schwerpunkt in der Begabtenförderung der KAS verschiedene leitende Funktionen aus. Aktuell ist er Leiter Kooperation Altstipendiaten und fungiert dabei als institutionelle Schnittstelle der Stiftung zur Alumni-Organisation Altstipendiaten der Konrad-Adenauer-Stiftung e. V.
Steppacher war in den 1990er Jahren lange geschäftsführendes Vorstandsmitglied der Deutsch-Polnischen Gesellschaft DPG Köln-Bonn und wirkt seit 1998 ehrenamtlich bei der Deutsch-Polnischen Gesellschaft Bundesverband mit. Er hatte über diese Funktionen vielerlei Kontakte zu Polen, insbesondere auch zu Lech Wałęsa, Tadeusz Mazowiecki, Jerzy Buzek und Aleksander Kwaśniewski. Für seine Verdienste um die deutsch-polnische Freundschaft wurde er 2008 mit dem Verdienstkreuz der Republik Polen in Gold (Złoty Krzyż Zasługi) ausgezeichnet.
Er hat seit Mitte der 1990er Jahre an der Universität zu Köln am Seminar für Politische Wissenschaften und Forschungsinstitut für Politische Wissenschaften und Europäische Fragen einen Lehrauftrag. 2009 wurde er auf Vorschlag der Wirtschafts- und Sozialwissenschaftlichen Fakultät zum Honorarprofessor ernannt.
Steppacher hat zahlreiche wissenschaftliche Arbeiten und Aufsätze veröffentlicht. Er ist Mitglied der Deutschen Vereinigung für Politikwissenschaft (DVPW), im Arbeitskreis Europäische Integration (AEI) und der Görres-Gesellschaft. 2022 wurde Steppacher aufgrund seiner wissenschaftlichen Leistungen zum ordentlichen Mitglied der Geisteswissenschaftlichen Klasse der Sudetendeutschen Akademie der Wissenschaften und Künste berufen. 
Seit 1982 ist Burkard Steppacher Mitglied der katholischen Studentenverbindung KDStV Tuiskonia München im CV.

## Schriften (Auswahl)
- Schritte zur Europäisierung der Schweiz. Politisches System und Wirtschaftsverbände in den Jahren 1985-1990, Lang 1992, ISBN 3631456441 (Dissertationsschrift).
- Europa nach dem EG-Gipfel von Maastricht, Konrad-Adenauer-Stiftung 1993 (5. Auflage), zusammen mit Melanie Piepenschneider.
- Der Weg zur deutschen Einheit, Konrad-Adenauer-Stiftung 1994, zusammen mit Karl-Rudolf Korte, Matthias Zimmer.
- Der europäische Wirtschaftsraum (EWR) – ein Modell für Mittel- und Osteuropa?, Konrad-Adenauer-Stiftung 1994, ISBN 3-930163-50-0, zusammen mit Jutta-B. Böhle-Joester.
- Regional- und Strukturpolitik der EU und nationale Interessen, Konrad-Adenauer-Stiftung 1996, ISBN 3-931575-07-1
- Die Europäische Union vor einer neuen Erweiterungsrunde, Konrad-Adenauer-Stiftung 1997.
- EU-Grundrechtscharta : Ziele – Methoden – Bewertung, Konrad-Adenauer-Stiftung 2000.
- Synopse: aktuelle Vorschläge zur europäischen Verfassungsdiskussion, Konrad-Adenauer-Stiftung 2002, zusammen mit Markus Kraft.
- Der Europäische Konvent : Auftrag, Zusammensetzung, Problemfelder, Konrad-Adenauer-Stiftung 2002, zusammen mit Udo Margedant.
- Tonartwechsel in der Schweiz: Der Dreiklang von Volksrechten, Konkordanz und erneuerter Zauberformel nach den National- und Ständeratswahlen 2003, in: Zeitschrift für Parlamentsfragen (ZParl), 36. Jg. (2005), H. 2, S. 311–325.
- Schweiz: Die Krise der Konkordanz, in: Blätter für deutsche und internationale Politik, 53. Jg., Nr. 2/2008, S. 19–22.
- Was Europa ausmacht: Namen, Daten und Fakten zur Europäischen Union, Konrad-Adenauer-Stiftung 2009, ISBN 3940955841 (Herausgeber).
- Die EFTA-Staaten, der EWR und die Schweiz, in: Werner Weidenfeld / Wolfgang Wessels (Hrsg.), Jahrbuch der Europäischen Integration 2011, Baden-Baden 2012, S. 329–332.
- Island, in: Werner Weidenfeld / Wolfgang Wessels (Hrsg.), Jahrbuch der Europäischen Integration 2011, Baden-Baden 2012, S. 511–512.
- Nachbarn in Europa, Tür an Tür. Deutsch-polnische Beziehungen kunstvoll vermittelt, in: Die Politische Meinung. Monatsschrift zu Fragen der Zeit, Nr. 506/507, Januar/Februar 2012, S. 120–125.
- Knirschende Konkordanz: Parlaments- und Regierungswahlen in der Schweiz, in: KAS Auslandsinformationen, Nr. 3, 2012, S. 56–71.
- Creaky Concordance System. Parliamentary and Governmental Elections in Switzerland, in: KAS International Reports, No. 3, 2012, p. 53–67.
- Polen, Deutschland und die Europäische Einigung, in: Beate Neuss / Antje Nötzold (Hrsg.), Polen als Motor des europäischen Integrationsprozesses. Bilanz der polnischen Ratspräsidentschaft, Baden-Baden 2013, S. 145–162.
- Deutsche Christliche Demokraten in der Europäischen Kommission und ihr Wirken in politischen Netzwerken, in: Hanns Jürgen Küsters (Hrsg.): Deutsche Europapolitik Christlicher Demokraten. Von Konrad Adenauer bis Angela Merkel (1945–2013), Düsseldorf 2014, S. 89–115.
- Schweizerische Europapolitik am Scheideweg, in: integration 2/2016, S. 107–122.
- Die EFTA-Staaten, der EWR und die Schweiz, in: Werner Weidenfeld / Wolfgang Wessels (Hrsg.): Jahrbuch der Europäischen Integration 2020, Baden-Baden 2020, S. 419–424.
- Rezension zu: Astrid Lorenz / Hana Formánková (Hrsg.), Czech Democracy in Crisis, Cham: Palgrave Macmillan, 2020, in: Bohemia, 60 (2020), 2, S. 321–324.[3]
- Sisyphos im Labyrinth. Die unverändert schwierige europapolitische Wegstrecke zwischen Bern und Brüssel, in: Jahrbuch des Föderalismus 2022, Baden-Baden 2022, S. 473–488.[4]
- Im Wettstreit mit den Besten. Akademien und Akademiearbeit im Bereich Politik und Gesellschaft, in: Akademie und Universität. Aus der Perspektive der Eigenidentität und der historischen Erinnerung, Schriften der Sudetendeutschen Akademie der Wissenschaften und Künste, Bd. 41, München 2022, S. 165–181.
- Wo sitzt die Macht? Zur Visualisierung von Autorität im Parlamentarismus, in: Die Politische Meinung, Nr. 581, Juli/August 2023, S. 113–116.[5]